# Pionus
A Pionus a madarak osztályának papagájalakúak (Psittaciformes) rendjébe a papagájfélék (Psittacidae) családjába és az araformák (Arinae) alcsaládjába tartozó nem.

## Rendszerezésük
A nemet Johann Georg Wagler német ornitológus írta le 1832-ben, az alábbi fajok tartoznak ide:
- Bronzszárnyú papagáj (Pionus chalcopterus)
- Ibolyapapagáj (Pionus fuscus)
- Maximilian-papagáj (Pionus maximiliani)
- Feketefülű papagáj (Pionus menstruus)
- Kékbegyű papagáj (Pionus reichenowi) 
 Korábban a feketefülű papagáj alfaja (Pionus menstruus reichenowi)
- Fehérsapkás papagáj (Pionus senilis)
- Őszfejű papagáj (Pionus seniloides)[1] 
 Korábban a rózsásfejű papagáj alfaja (Pionus tumultuosus seniloides)[3]
- Piroscsőrű papagáj (Pionus sordidus)
- Rózsásfejű papagáj (Pionus tumultuosus)

## Előfordulásuk
Közép-Amerika és Dél-Amerika területén honosak. Természetes élőhelyeik a szubtrópusi vagy trópusi esőerdők, mocsári erdők, cserjések és szavannák. Állandó, nem vonuló fajok.

## Megjelenésük
Átlagos testhosszuk 24-30 centiméter közötti.